# محمد عبادي (لاعب كرة قدم)
محمد عبادي (3 سبتمبر 1990 بدير الزور في سوريا - ) هو لاعب كرة قدم سوري في مركز الهجوم. شارك مع منتخب سوريا تحت 17 سنة لكرة القدم ومنتخب سوريا تحت 20 سنة لكرة القدم ومنتخب سوريا تحت 23 سنة لكرة القدم ومنتخب سوريا لكرة القدم. أما مع النوادي، فقد لعب مع نادي الشرطة ونادي الفتوة.

## وصلات خارجية
- محمد عبادي على موقع الاتحاد الدولي (مؤرشف)  (الإنجليزية)
- محمد عبادي على موقع ناشيونال فوتبول تيمز (الإنجليزية)